# John Marshall Lee
John Marshall Lee (ur. 14 października 1914 w San Francisco, zm. 11 września 2003 w Ennis w stanie Montana) – amerykański wojskowy, wiceadmirał United States Navy, uczestnik wojny na Pacyfiku podczas II wojny światowej i wojny wietnamskiej, później członek międzynarodowego sztabu wojskowego NATO i uczestnik rokowań traktatu rozbrojeniowego SALT I, po przejściu na emeryturę aktywny działacz na rzecz rozbrojenia nuklearnego.

## Życiorys
Urodził się w bazie wojskowej Presidio w San Francisco. Był synem podpułkownika Alvy'ego Lee. W 1931 wstąpił do Akademii Marynarki Wojennej Stanów Zjednoczonych, którą ukończył cztery lata później, z trzecią lokatą. W 1940 poślubił Hope Gilmour Blandy (zm. 1999), córkę admirała Williama H. P. Blandy'ego.
Po przystąpieniu 7 grudnia 1941 Stanów Zjednoczonych do II wojny światowej i rozpoczęciu działań wojennych na Pacyfiku służył na krążowniku USS „Boise”. Podczas walk o Guadalcanal pełnił funkcję oficera łączności okrętu i za swoją postawę podczas bitwy koło przylądka Ésperance został odznaczony Krzyżem Marynarki. W późniejszym okresie działań wojennych był zastępcą dowódcy i dowódcą na niszczycielach podczas dalszego ciągu kampanii na Wyspach Salomona i walk o Saipan i Guam. Pod koniec wojny został sekretarzem admirała Chestera W. Nimitza.
Po zakończeniu II wojny światowej był kolejno dowódcą niszczyciela USS „Benner”, okrętu desantowego USS „Chilton” i krążownika USS „Northampton”. W 1958 na drugim z tych okrętów uczestniczył w amerykańskiej interwencji podczas kryzysu libańskiego. W latach 1963–1965, już w stopniu kontradmirała, dowodził siłami amfibijnymi amerykańskiej Siódmej Floty operującymi na zachodnim Pacyfiku podczas wojny wietnamskiej.
Po przejściu do służby na lądzie pracował w Departamentach Marynarki, Obrony i Stanu. W latach 1967–1969 był zastępcą szefa międzynarodowego sztabu wojskowego NATO (Vice Director of the NATO International Military Staff). Od 1970, jako asystent szefa Agencji Kontroli Uzbrojenia i Rozbrojenia (US Arms Control and Disarmament Agency), brał udział w rokowaniach traktatu rozbrojeniowego SALT I. Na emeryturę przeszedł jako wiceadmirał w 1973.
W cywilu stał się aktywnym działaczem ruchu na rzecz ograniczenia zbrojeń jądrowych. W tej roli odbył szereg podróży po Stanach Zjednoczonych i zagranicznych. W 1985 był w grupie osób towarzyszących Kim De Dzungowi w jego powrocie do Korei Południowej i gwarantujących mu bezpieczeństwo. Udzielał się również w innych licznych komitetach i organizacjach.
Zmarł w 2003 i został pochowany na Cmentarzu Narodowym w Arlington.

## Odznaczenia
- Navy Cross
- Navy Distinguished Service Medal – trzykrotnie
- Legion of Merit
- Brązowa Gwiazda z odznaką waleczności – trzykrotnie
- Medal Pochwalny Marynarki Wojennej z odznaką waleczności
- American Defense Service Medal – dwukrotnie
- American Campaign Medal
- Asiatic-Pacific Campaign Medal
- Medal Zwycięstwa II Wojny Światowej
- Medal Okupacyjny Marynarki Wojennej
- National Defense Service Medal
- Vietnam Service Medal